# PASSION (SunSet Swishの曲)
「PASSION」（パッション）は、2008年3月5日に発売されたSunSet Swishの8作目のシングル。

## 概要
- 前作「ありがとう」から約半年ぶりとなる、2008年第1弾シングル。
- ジャケットには、同じ事務所であるミュージックレインに所属する、声優の寿美菜子が起用されている。
- PVには、俳優の上地雄輔が出演している。（ほかに、平山祐介や木村啓介、映美くららなども出演している。）
- 同年7月23日には同名のアルバム『PASSION』がリリースされた。

## 収録曲
1. PASSION [5:41]
（作詞/作曲:石田順三、編曲:松浦晃久、SunSet Swish）
深夜ドラマ『RHプラス』エンディングテーマ。
2. Bye-Bye [5:15]
（作詞/作曲：石田順三、編曲:Jin Nakamura、SunSet Swish）
3. PASSION RHプラスエンディングVer. [1:37]
4. PASSION (Instrumental) [5:43]

## 収録アルバム
- PASSION（#1, #2）